# Köpingskommun
Köpingskommun är ett begrepp som ibland används för att särskilja de köpingar i Sverige som var egna kommuner, till skillnad från de så kallade municipalköpingarna som ingick i respektive landskommun.
Antalet var ursprungligen, när 1862 års kommunalförordningar trädde i kraft, endast åtta. Under nittonhundratalet ökade deras antal till som mest 96 (1959). I samband med kommunreformen i Sverige 1971 upphörde dessa. 